# Piroxferroíta
A piroxferroíta é um mineral que pertence ao grupo dos piroxenios. É um inossilicato de cadeia única, com fórmula química (Fe2+,Ca)SiO3. A piroxferroíta é um mineral comum em rochas ígneas e metamórficas, sendo encontrada em várias partes do mundo. Ela possui uma estrutura cristalina prismática e pode apresentar uma variedade de cores, como verde, marrom, preto ou cinza, dependendo das impurezas presentes. O nome "piroxferroíta" é derivado de sua composição, combinando os termos "piroxênio" e "ferroso" (referindo-se ao ferro).
Com a piroxmangita, a piroxferroíta forma uma série completa de cristais mistos. Portanto, a fórmula mista (Fe2+,Mn)7[Si7O21] é fornecida em várias fontes para a piroxferroíta rica em ferro. Os elementos ferro e manganês especificados entre colchetes podem representar-se mutuamente na fórmula (substituição, diadoquia), porém, estão sempre na mesma proporção dos demais componentes do mineral.
Na sua forma pura, a piroxferroíta é incolor e transparente. Devido a misturas estranhas ou formação de cristais mistos com piroxmangita, ela também pode assumir uma cor amarelo claro a escuro, laranja claro a rosa alaranjado ou marrom claro a preto acinzentado, pelo que a transparência diminui em conformidade.

## Características químicas
A piroxferroíta é insolúvel em ácidos. Pode ser facilmente derretido em uma conta magnética. Este mineral faz parte da série de soluções sólidas de clinopiroxênio, caracterizada pela substituição de ferro por cálcio.

## Etimologia
Como formação mineral natural, a piroxferroíta foi descoberta pela primeira vez em amostras de rocha lunar do Mare Tranquillitatis, que a missão Apollo 11 trouxe da Lua em 1969. A rocha e o mineral recém-descoberto foram analisados e descritos por uma equipe de pesquisa composta por Edward Ching-Te Chao, Jean A. Minkin, Clifford Frondel, Cornelius Klein Jr., John C., Drake, Louis Fuchs, Benjamin Tani, Joseph V. Smith, Alfred T. Anderson, Paul B. Moore, GR Zechman Jr., Robert James Traill, AG Plant, JAV Douglas e Michael R. Dence.
Eles o nomearam, por um lado, com base na estrutura cristalina semelhante ao grupo piroxenio e ao ferro contido no composto e, por outro lado, devido à sua relação com a piroxmangita.

## Estrutura cristal

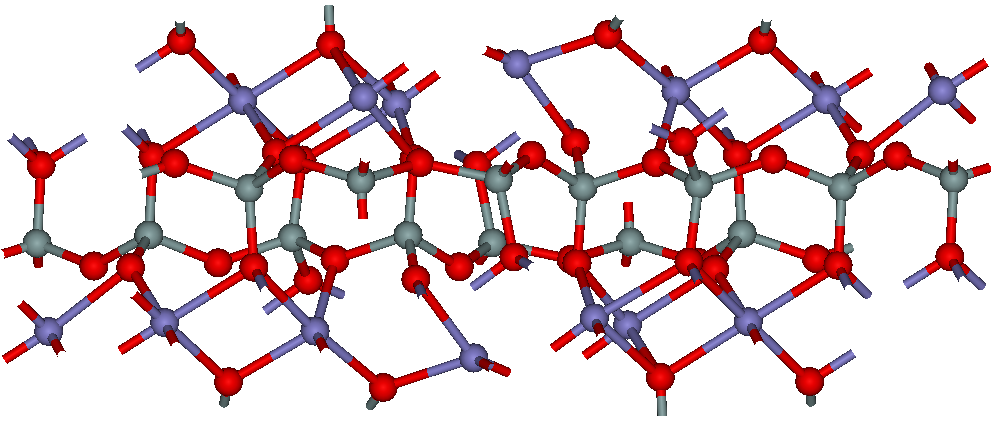
Estrutura de cristal de Piroxferroíta, Azul=Fe, Cinza=Si, Vermelho=O

A piroxferroíta cristaliza triclinicamente no grupo espacial P1 (grupo espacial nº 2) com parâmetros de rede a = 6,63 Å; b = 7,56 Å; c = 17,38 Å; α = 114,3°; β = 82,7° und γ = 94,6°, bem como duas unidades de fórmula por célula unitária.
A estrutura cristalina consiste em sete cadeias simples não ramificadas paralelas ao c-eixo, ou seja, a estrutura da cadeia de tetraedros [SiO4] ligados a cantos é repetida após sete elos. A coordenação dos cátions de ferro ou manganês é semelhante à da rodonita.